# 仙台電波工業高等専門学校
仙台電波工業高等専門学校（せんだいでんぱこうぎょうこうとうせんもんがっこう、英語: Sendai National College of Technology, SNCT）は、かつて宮城県仙台市青葉区愛子中央にあった日本の国立高等専門学校。
略称は仙台電波高専、電波高専。

## 概要
仙台電波高等学校を前身とする。
2009年（平成21年）10月1日に宮城工業高等専門学校と統合再編され、仙台高等専門学校となった。統合後、仙台高等専門学校広瀬キャンパスとして設置されている。
国立学校設置法の一部を改正する法律（昭和46年法律第23号）の施行により，1971年（昭和46年）4月に国立仙台電波工業高等専門学校として創設された。旧国立電波高等学校を母体に創設された電波高専は本校のほか詫間電波工業高等専門学校と熊本電波工業高等専門学校の全国で3校が存在していた。現在はすべて統合再編されている。
教育目標
1. 日本語と英語で、しっかりしたコミュニケーションができること。
2. コンピュータリテラシを身につけること。
3. 電子情報工学分野に関する基礎知識を修得すること。

さらに専攻科では、
- 新しい技術分野にチャレンジする体験をもつこと。
- 電子情報工学分野で、研究開発に貢献できるようになること。

校歌
作詞は宮沢章二、作曲は福井文彦。3番まであり、各番に校名の「仙台電波高専」が登場する。1番の“天地交響”は、「人生的な意味」と「無線電波の意味」 の両方の要素を織りなした表現で、3番の“北斗の仙台電波高専”では「北斗→北斗星」（学校が自分たちにとって永遠の指針である）という意味で、北斗の語が用いられている。
校章
外わくはアンテナ塔を4つに組んだもので、学校基礎の大磐石と精神的な堅固さを表し、「高専」の文字を電波で囲んだものである。

## 設置学科

### 学科(準学士課程)
- 情報通信工学科(R科)
- 電子工学科(E科)
- 電子制御工学科(C科)
- 情報工学科(I科)

各学科の通称の由来は
- 情報通信："Radio(電波)"の頭文字よりR（古くは電波通信学科と称されていた）
- 電子工学："Electronics(電子工学)"の頭文字よりE
- 電子制御:"Control(制御)"の頭文字よりC
- 情報工学:"Information(情報)"の頭文字よりI

となっている。

### 専攻科(学士課程 )
- 情報システム工学専攻
- 電子システム工学専攻

## 歴史
東日本各地の漁業界からの要望により、東北6県の各知事が発起人となり1943年（昭和18年）に 財団法人東北無線電信講習所として設置された。

### 年表
- 1943年（昭和18年）
  - 1月22日 - 財団法人東北無線電信講習所として仙台市木ノ下41番地[注釈 1]のウルスラ修道院を間借りし開所[1]。
  - 4月1日 - 第3級無線通信士の養成を目的とする特科を設置[3]。
    - 入学資格を国民学校高等科卒業者、修業年限1年とする。

  - 11月1日 - 官立無線電信講習所仙台支所に校名変更。
- 1945年（昭和20年）
  - 4月1日 - 官立仙台無線電信講習所として独立[3]。
  - 5月19日 - 運輸通信省から分離独立した逓信院に移管される。
  - 6月21日 - 弘前支所を青森県弘前市に設置[3]。
  - 7月1日 - 本科甲類・本科乙類(入学資格 旧制中学校卒業者，修業年限2年，第2級無線通信士・第2級無線技術士の養成)を設置。
  - 11月30日 - 弘前支所を廃止[3]。
- 1946年（昭和21年）仙台市原町小田原中江30番地[注釈 2]の仮校舎に移転[3]。
- 1948年（昭和23年）
  - 4月1日 - 本科甲類・本科乙類を廃止。選科及び別科を設置[3]。
    - 選科は入学資格を旧制中学校3年修了者、修業年限を3年とする。
    - 別科は入学資格を第3級無線通信士有資格者、修業年限を1年とする。
    - 選科・別科共に第2級無線通信士の養成を目的とする。

  - 8月1日 - 逓信職員訓練法の施行により、文部省に移管[1]。
- 1949年（昭和24年）5月31日 - 国立学校設置法施行により、仙台電波高等学校に改組[1]。
- 1951年（昭和26年）4月1日 - 専攻科を設置。
  - 入学資格を高等学校卒業者、修業年限を1年とし、第2級無線通信士以上の養成を目的とする。
- 1952年（昭和27年）3月30日 - 仙台市八木山の東北大学第三教養部跡地[注釈 3]に移転する。
- 1971年（昭和46年）
  - 4月1日 - 国立仙台電波工業高等専門学校に改組[3]。
    - 電波通信学科を設置。入学定員80名。

  - 5月15日 - 開校記念式典を挙行。
- 1974年（昭和49年）
  - 7月2日 - 講義棟、研究実験棟、図書館棟、体育館、管理棟、寄宿舎(北寮)、学生食堂、渡廊下、物品倉庫、守衛所、車庫、設備機械室、プロパン格納庫竣工。
  - 8月1日 - 宮城郡宮城町上愛子字北原1番地[注釈 4]に移転。
  - 11月8日 - 校舎等落成・移転記念式典挙行。
- 1976年（昭和51年）3月26日 - 寄宿舎(南寮)竣工。
- 1977年（昭和52年）
  - 3月31日 - 電子計算機室竣工。
  - 4月1日 - 電子工学科を設置。入学定員を電波通信学科40名、電子工学科40名とする。
- 1978年（昭和53年）
  - 3月31日 - 電子工学科研究実験棟竣工。
  - 4月1日 - 情報工学科（入学定員40名）を新設。
- 1979年（昭和54年）3月15日 - 情報工学科研究実験棟竣工。
- 1982年（昭和57年）3月20日 - 通信情報処理設計工作室竣工。
- 1983年（昭和58年）3月31日 - 女子寮竣工。
- 1984年（昭和59年）1月31日 - 第2体育館竣工。
- 1985年（昭和60年）4月1日 - 電子制御工学科（入学定員40名）を新設。
- 2004年（平成16年）4月1日 - 独立行政法人国立高等専門学校機構仙台電波工業高等専門学校となる。
- 2009年（平成21年）10月1日 - 宮城工業高等専門学校と統合再編され、仙台高等専門学校広瀬キャンパスとなる。

## 学校行事
校内球技大会
毎年6月中旬に行われる。
第3学年合宿研修
毎年9月に行われる。
高専祭
毎年10月中旬（主に10月の第三土、日曜日）に行われる。ミスコン(主に女装男子が出場）やビンゴ、ギター部ライブなど多彩なイベントが催される。部活や愛好会での出店がある。
第4年研修旅行
毎年11月に行われる。

## 部活動
運動部
陸上競技，男子バスケットボール，バレーボール（男女），ソフトテニス，卓球，サッカー，硬式野球，剣道，山岳，バドミントン，柔道，ラグビー，テニス，ハンドボール，水泳
文化部
吹奏楽，ギター，写真，アマチュア無線，科学，箏曲，囲碁将棋，ハンドクラフト，茶道華道
愛好会
女子バスケットボール，体操愛好会，美術，合唱，映像研究会

## 出身者
- 阿部智 - 作家（中退）
- 石川暁久 - しんかい6500パイロット
- 伊藤致雄 - 作家
- 丸山健二 - 作家
- 山内英房 - 株式会社やまや代表取締役会長
- ロブサンニャム・ガントゥムル - モンゴル第一副首相
- かっつー - YouTuber

## 対外関係

### 他大学との協定
- 学都仙台コンソーシアム

## 交通アクセス
JR東日本 愛子駅（仙山線）北口より徒歩15分
仙台市営バス  仙台高専広瀬キャンパス入口バス停から徒歩５分